# Liste des évêques de San-Pédro en Côte d'Ivoire
Liste des évêques de San-Pédro en Côte d'Ivoire
(Dioecesis Sancti Petri in Litore Eburneo)
L'évêché de San-Pedro en Côte d'Ivoire est créé le 23 octobre 1989, par détachement de celui de Gagnoa.

## Sont évêques
- 23 octobre 1989 - 21 juillet 2006 : Barthélémy Djabla, nommé archevêque de Gagnoa
- 1er mars 2007 - † 21 mars 2008 : Paulin Kouabénan N'Gnamé
- 3 janvier 2009 - 8 avril 2025 : Jean-Jacques Koffi Oi Koffi, nommé archevêque de Gagnoa

## Sources
- L'ANNUAIRE PONTIFICAL, sur le site http://www.catholic-hierarchy.org, à la page